# SMS Karlsruhe (1912)
SMS Karlsruhe – niemiecki krążownik lekki (w oryginalnej nomenklaturze mały krążownik – Kleiner Kreuzer) z okresu I wojny światowej. Budowany w latach 1911–1914, wszedł do służby w Kaiserliche Marine niedługo przed rozpoczęciem działań wojennych. Został wysłany na wody amerykańskie, dla reprezentowania bandery niemieckiej w Indiach Zachodnich. Od sierpnia do października działał z sukcesami jako rajder zwalczający brytyjską żeglugę na Oceanie Atlantyckim. Zatonął 4 listopada 1914 roku w wyniku wewnętrznej eksplozji, z dużymi stratami w załodze.

## Zamówienie i budowa
„Karlsruhe” był pierwszym z dwóch okrętów swojego typu, będącego rozwinięciem wcześniejszego typu Magdeburg. Były to jednostki lekko uzbrojone, ale szybkie i dysponujące dużym zasięgiem, mające prowadzić rozpoznanie na rzecz floty lub zwalczać statki handlowe na liniach żeglugowych przeciwnika. Ich budowę sfinansowano w ramach programu rozbudowy floty na rok budżetowy 1910.
Stępkę pod krążownik (numer stoczniowy 181) położono w stoczni Germaniawerft w Kilonii 21 września 1911 roku. Zgodnie z niemieckim zwyczajem na czas budowy otrzymał tymczasową nazwę „Ersatz Seeadler”, jako planowany następca planowanego do wycofania starego krążownika „Seeadler”. Wodowanie, w obecności burmistrza miasta Karlsruhe, nastąpiło 11 listopada 1912 roku, zaś wejście do służby w Kaiserliche Marine 15 stycznia 1914 roku.

## Opis konstrukcji
„Karlsruhe” miał długość całkowitą 142,2 m (139 m na konstrukcyjnej linii wodnej), szerokość maksymalną 13,7 m oraz zanurzenie 5,38 m na dziobie i 6,2 m na rufie (średnio 5,5 m). Wyporność konstrukcyjna wynosiła według projektu 4900 ton, pełna 6191 ton metrycznych. Kadłub był podzielony na 15 przedziałów wodoszczelnych i miał podwójne dno na 45% długości.
Napęd stanowiły dwa zespoły turbin parowych typu Marine o łącznej projektowanej mocy 26 000 KM, z których każdy napędzał jedną trójłopatową śrubę o średnicy 3,5 m. Parę do turbin dostarczało 14 dwupaleniskowych kotłów typu Marine, z których 12 było opalanych węglem, dwa zaś paliwem płynnym. Okręt miał pojedynczy ster. Instalację elektryczną o napięciu 220 V zasilały dwa turbogeneratory o mocy 200 i 240 kW. Projektowana prędkość maksymalna miała wynosić 27,8 węzła, na próbach osiągnięto 28,5 węzła przy mocy na wałach 37 885 KM. Zapas paliwa, wynoszący 1300 t węgla i 200 t mazutu pozwalał uzyskać zasięg 5500 mil morskich przy prędkości ekonomicznej 12 węzłów lub 900 mil morskich przy 25 węzłach.
Uzbrojenie składało się z 12 dział 10,5 cm SK L/45, o długości lufy równej 45 kalibrom, umieszczonych na pojedynczych podstawach: dwóch na pokładzie dziobowym, obok siebie, dwóch w identycznej pozycji na pokładzie rufowym oraz po czterech na stanowiskach każdej burty na śródokręciu, z zapasem 1800 jednostek amunicji; dwóch podwodnych wyrzutni torpedowych kal. 500 mm z zapasem pięciu torped oraz maksymalnie 120 min morskich.
Opancerzenie było analogiczne do wcześniejszych jednostek typu Magdeburg: burtowy pas pancerny grubości do 60 mm, rozciągający się na około 80% długości kadłuba, pokład pancerny o grubości maksymalnej 60 mm, stanowisko dowodzenia chronione płytami o maksymalnej grubości 100 mm, działa artylerii głównego kalibru opancerzone 50 mm płytami. Całość wykonana była ze stali Kruppa.
Etatowa załoga liczyła 18 oficerów oraz 355 podoficerów i marynarzy.

## Przebieg służby

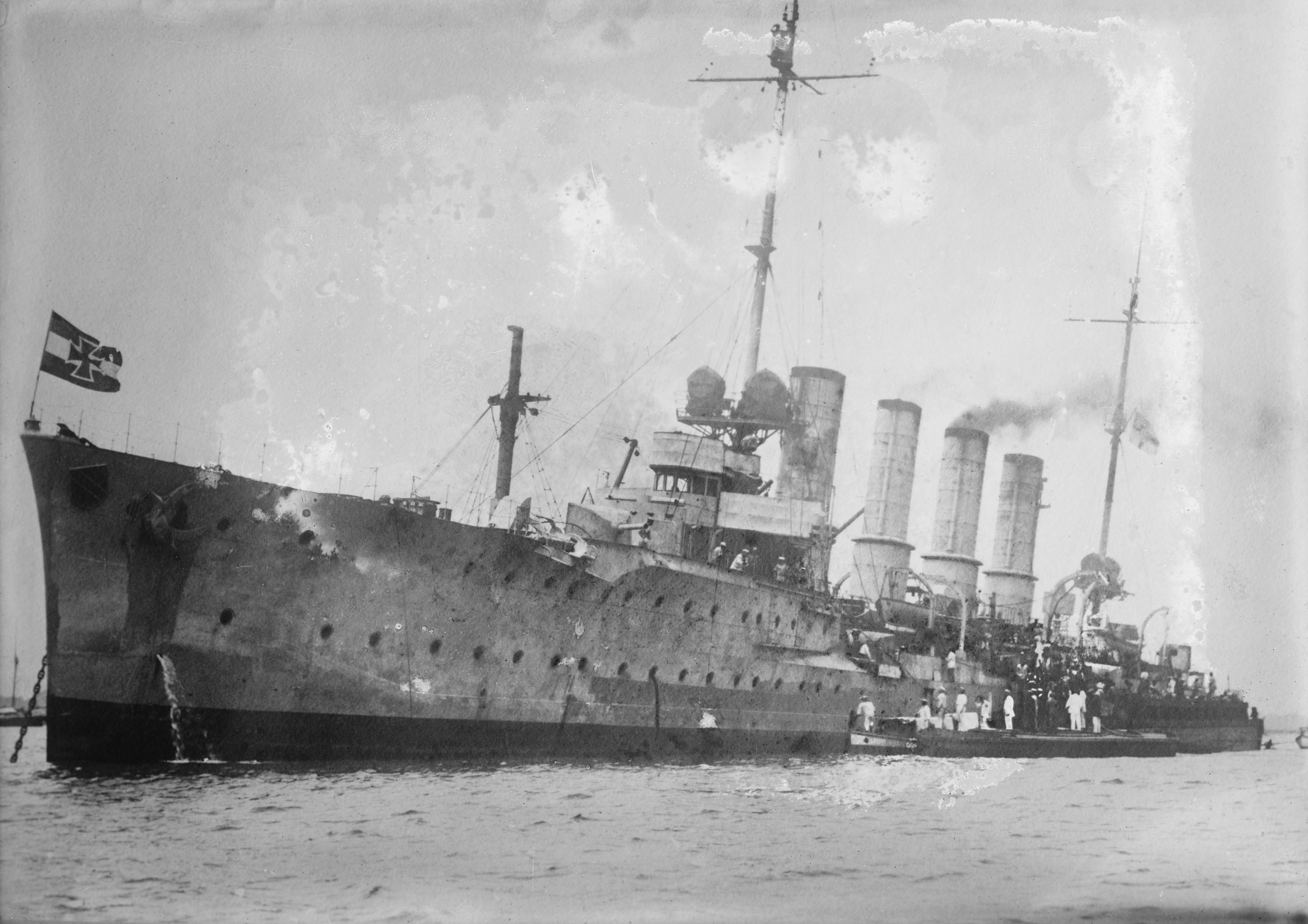
„Karlsruhe” podczas bunkrowania paliwa w San Juan

Wkrótce po wcieleniu do służby i osiągnięciu gotowości „Karlsruhe”, dowodzony przez Fregattenkapitäna Fritza Lüdecke został wysłany w rejon Morza Karaibskiego, dla zmiany stacjonującego tam starszego krążownika „Dresden”. Miał również reprezentować banderę niemiecką podczas planowanego na połowę sierpnia uroczystego otwarcia Kanału Panamskiego, a następnie na wystawie światowej w San Francisco, ale zamierzenia te zniweczył wybuch wojny. Krążownik, płynąc przez Azory i St. Thomas, dotarł do Port-au-Prince na Haiti, gdzie 25 lipca spotkał się z „Dresdenem”. Zgodnie z otrzymanymi rozkazami, dowódcy obu okrętów zastąpili się rolami: Fregattenkapitän Erich Köhler, biegły w polityce środkowoamerykańskiej, przeszedł z „Dresdena” na „Karlsruhe”, zaś Lüdecke miał na starszym z krążowników powrócić do kraju.
3 sierpnia 1914 roku dowódca okrętu otrzymał depeszę informującą o wybuchu wojny z Francją, a następnego dnia z Wielką Brytanią. Odtąd jego zadaniem miało być zwalczanie żeglugi brytyjskiej na południowym Atlantyku, u wybrzeży Brazylii. 6 sierpnia spotkał się w morzu w pobliżu Bahamów z niemieckim statkiem pasażerskim „Kronprinz Wilhelm”, na który przekazał uzbrojenie (dwie armaty kal. 88 mm oraz broń ręczną) i amunicję, celem przekształcenia go w krążownik pomocniczy. Oficer nawigacyjny „Karlsruhe”, kapitan Wolfgang Thierfelder, objął dowództwo zmobilizowanego liniowca. W trakcie transferu ludzi i materiałów Niemcy zostali zaskoczeni przez brytyjski krążownik pancerny „Suffolk”, okręt flagowy eskadry kontradmirała Christophera Cradocka. Zmusiło to oba okręty do rozdzielenia się i opuszczenia akwenu. Ścigany przez „Suffolka” „Karlsruhe” uszedł korzystając ze swej przewagi prędkości. Płynąc w kierunku Newport News, gdzie miał zamiar uzupełnić zapasy paliwa płynnego, natknął się wieczorem tego dnia na kolejny brytyjski okręt: krążownik lekki „Bristol”. Po krótkiej, bezskutecznej wymianie ognia „Karlsruhe” zniknął w zapadających ciemnościach. Z braku paliwa skierował się do portorykańskiego San Juan a następnie Willemstad na Curaçao. Ten ostatni port opuścił wieczorem 12 sierpnia, rozpoczynając działania rajderskie.
Mając na uwadze możliwe kłopoty z zaopatrzeniem w paliwo na wodach karaibskich, komandor Köhler zdecydował się skierować bardziej na południe, ku wybrzeżom Brazylii. Tamten rejon, słabiej patrolowany przez okręty Royal Navy, sprzyjał skrytej działalności korsarskiej i umożliwiał swobodne zaopatrywanie się rajdera bądź w portach neutralnych, bądź z oczekujących go niemieckich statków. 18 sierpnia „Karlsruhe” przechwycił na morzu swój pierwszy łup: brytyjski parowiec „Bowes Castle”. Do końca października lista sukcesów załogi krążownika osiągnęła 17 zatopionych bądź przejętych jako pryzy statków o łącznym tonażu przekraczającym 76 600 BRT: 16 brytyjskich i jeden holenderski, pływający w brytyjskim czarterze. Wszyscy członkowie załóg i pasażerowie zajętych statków byli umieszczani na pokładach towarzyszących parowców bądź w łodziach ratunkowych i bezpiecznie docierali do brzegu. Poszukiwania rajderów (oprócz „Karlsruhe” na wodach południowoamerykańskich pozostał również „Dresden” pod komandorem Lüdecke), prowadzone przez brytyjskie okręty, okazały się nieskuteczne.
25 października krążownik obrał kurs na północ, w kierunku Indii Zachodnich, gdzie komandor Köhler miał zamiar nadal zwalczać żeglugę państw ententy. Planował również przeprowadzenie ataku na port Bridgetown na Barbadosie. 4 listopada 1914 roku wieczorem, gdy znajdował się około 350 mil morskich na wschód od Trynidadu, został zniszczony przez niespodziewaną eksplozję w dziobowej części kadłuba. Przełamany na dwie części okręt zatonął w ciągu kilku minut. Zginęło 263 członków załogi, w tym dowódca i większość obsady mostka. Pozostałych 146 (17 oficerów i 129 marynarzy, w tym wielu rannych i poparzonych) uratowały towarzyszące „Karlsruhe” zaopatrzeniowce „Indrani” i „Rio Negro”. Rozbitkowie powrócili do Niemiec 6 grudnia na pokładzie tego ostatniego. Najprawdopodobniej przyczyną utraty okrętu był wybuch głowic torpedowych, znajdujących się w magazynie poniżej pomostu bojowego.
Statki zatopione i zdobyte przez SMS „Karlsruhe”:
| Data                 | Nazwa                                     | BRT    | Los statku                | Los załogi                                                                   |
| -------------------- | ----------------------------------------- | ------ | ------------------------- | ---------------------------------------------------------------------------- |
| 18 sierpnia 1914     | „Bowes Castle”                            | 4650   | zatopiony                 | 2 września 1914 wylądowali w rejonie Maranhão                                |
| 31 sierpnia 1914     | „Strathroy”                               | 4336   | przejęty jako KD I        | przeniesieni na parowiec „Krefeld” 22 października wyokrętowani na Teneryfie |
| 3 września 1914      | „Maple Branch”                            | 4328   | zatopiony                 | jak „Strathroy”                                                              |
| 14 września 1914     | „Highland Hope”                           | 5150   | zatopiony                 | jak „Strathroy”                                                              |
| 17 września 1914     | „Indrani”                                 | 5706   | przejęty jako KD II       | jak „Strathroy”                                                              |
| 21 września 1914     | „Cornish City”                            | 3816   | zatopiony                 | jak „Strathroy”                                                              |
| 21 września 1914     | „Maria” (holenderski)                     | 3804   | zatopiony                 | jak „Strathroy”                                                              |
| 22 września 1914     | „Rio Iguassu”                             | 3817   | zatopiony                 | jak „Strathroy”                                                              |
| 5 października 1914  | „Farn”                                    | 4393   | przejęty jako KD III      | jak „Strathroy”                                                              |
| 6 października 1914  | „Niceto de Larrinaga”                     | 5018   | zatopiony                 | jak „Strathroy”                                                              |
| 7 października 1914  | „Lynrowan”                                | 3384   | zatopiony                 | jak „Strathroy”                                                              |
| 8 października 1914  | „Cervantes”                               | 4635   | zatopiony                 | jak „Strathroy”                                                              |
| 8 października 1914  | „Pruth”                                   | 4408   | zatopiony                 | jak „Strathroy”                                                              |
| 11 października 1914 | „Condor”                                  | 3053   | zatopiony 14 października | jak „Strathroy”                                                              |
| 18 października 1914 | „Glanton”                                 | 3021   | zatopiony                 | przeniesieni na parowiec „Asuncion” 2 listopada wyokrętowani w Belém         |
| 23 października 1914 | „Hurstdale”                               | 2752   | zatopiony                 | jak „Glanton”                                                                |
| 26 października 1914 | „Vandyck” (z 210 pasażerami na pokładzie) | 10 328 | zatopiony 28 października | jak „Glanton”                                                                |

Nazwa zatopionego okrętu została użyta powtórnie dla lekkiego krążownika „Karlsruhe” (II), który wszedł do służby w 1916 roku. Kolejny krążownik o tej nazwie: „Karlsruhe” (III), wszedł do służby w Reichsmarine w 1929 roku, zaś podczas ceremonii wodowania dwa lata wcześniej matką chrzestną była wdowa po komandorze Köhlerze.